# Eueides tales
Eueides tales är en fjärilsart som beskrevs av Pieter Cramer 1775-1776. Eueides tales ingår i släktet Eueides och familjen praktfjärilar. Inga underarter finns listade i Catalogue of Life.

## Bildgalleri

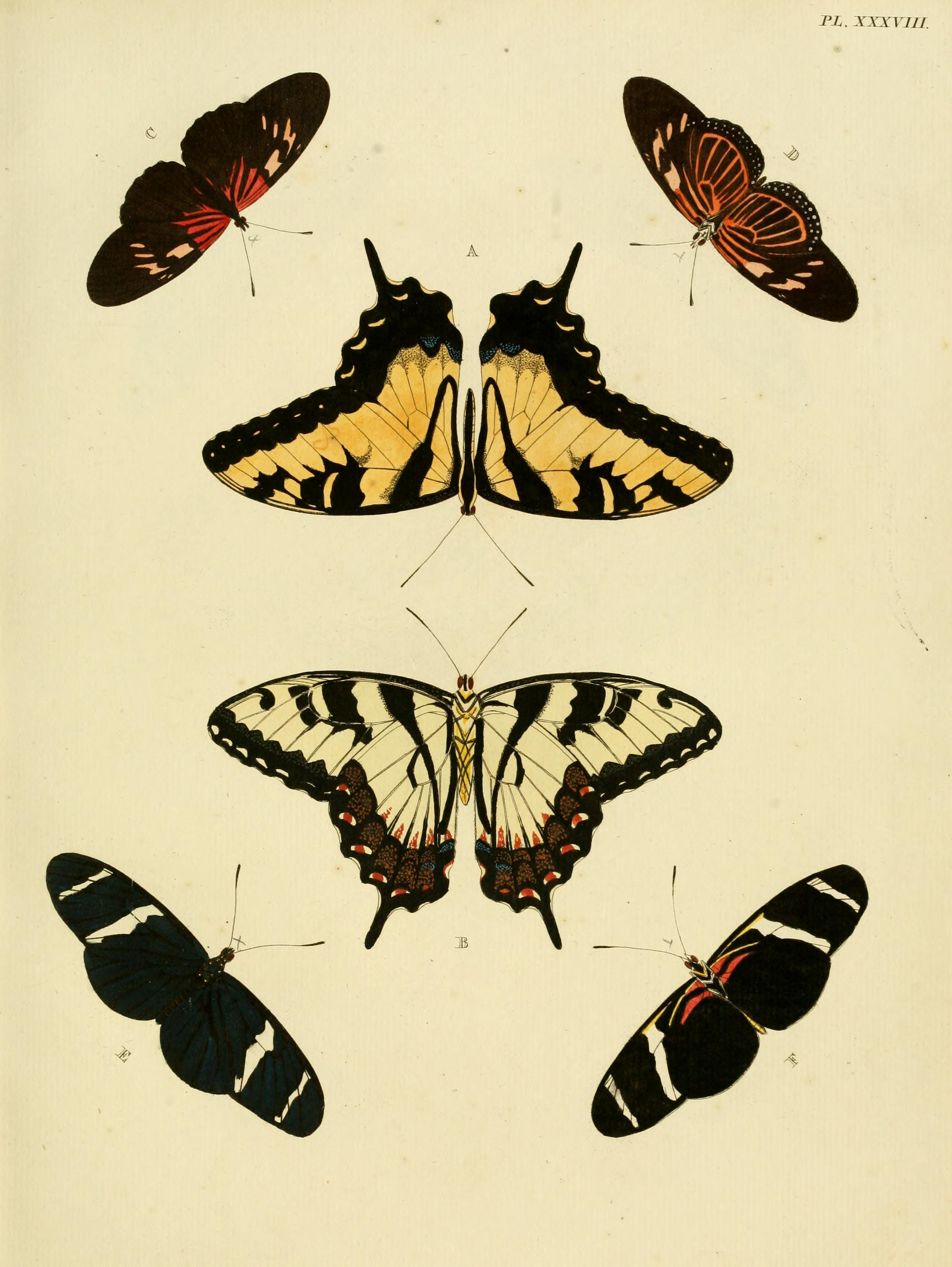
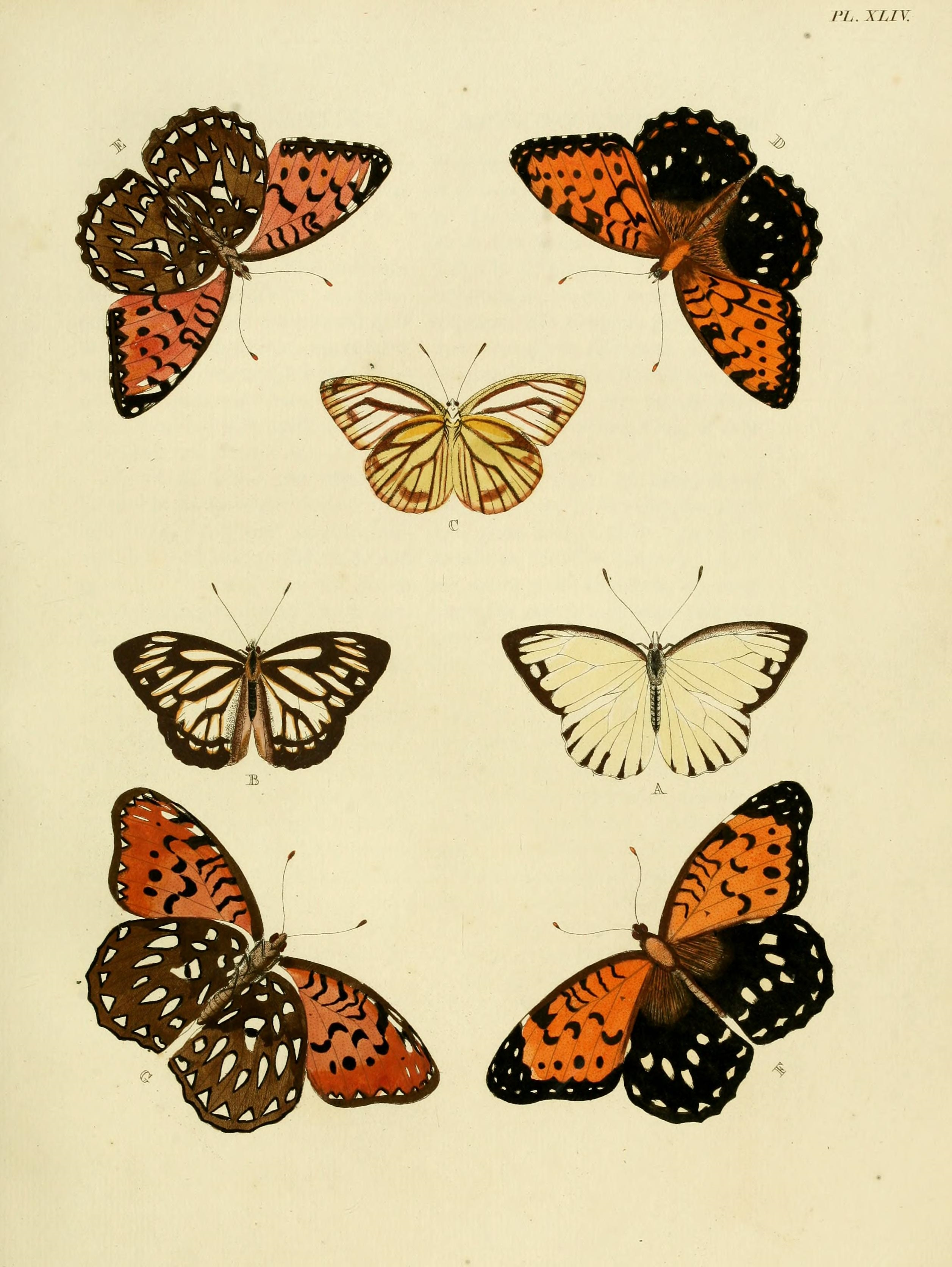
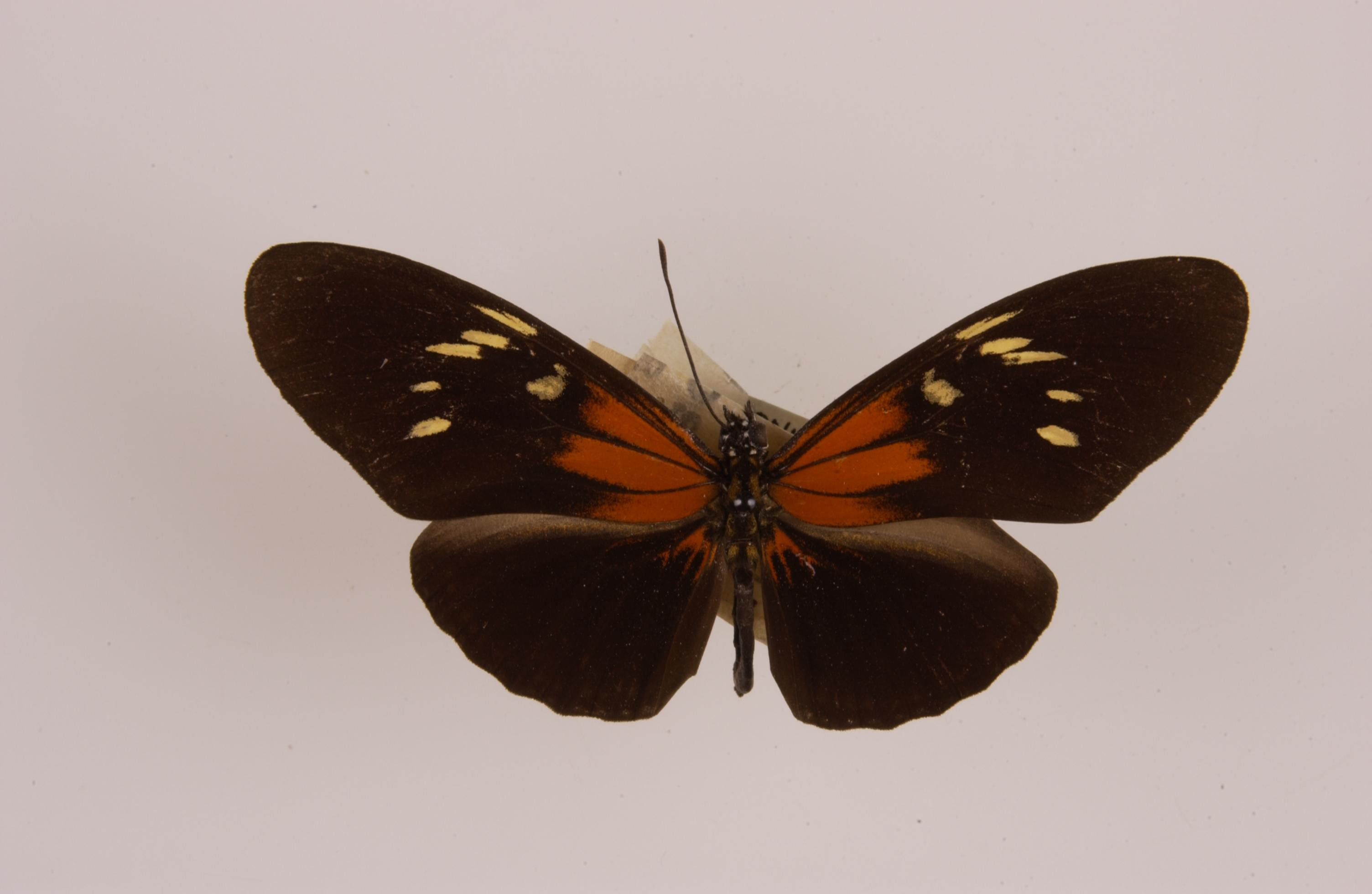